# ザ・ビートルズ1967年〜1970年
『ザ・ビートルズ1967年〜1970年』（英語: The Beatles / 1967-1970）は、1973年4月2日にアナログLP2枚組で発売された、ビートルズの1967年から1970年までの代表曲を集めたコンピレーション・アルバムである。ジャケットのベースカラーに因み『青盤』(Blue Album) の愛称で親しまれている。1966年以前の代表曲を集めた『ザ・ビートルズ1962年〜1966年』(通称『赤盤』) と同時にリリースされた。

## 解説
1973年1月、突如『AΩ（ビートルズ・アルファ・オメガ）』という4枚組59曲入りの海賊盤コンピレーション・アルバムがアメリカで公式版と銘打って宣伝され通信販売された。音源はすべて正規のビートルズのレコードからコピーされたもので音質も良く、さらにソロの人気曲も含まれていたため、爆発的なヒットとなった。市場を荒らされることに危機感を持ったキャピタル・レコードと当時のビートルズのマネージャーであったアラン・クレインはこれに対抗すべく急遽公式ベストアルバムを企画・販売することを決めた。クラインはジョージ・ハリスンを説得し、アップル・コアが海賊盤のCMを放送したテレビ局を相手取って訴訟を起こすことと公式ベストアルバムの企画を承諾させた。
選曲はハリスンやクラインが手掛けたとされていたが、キャピタル・レコードによると実際はクラインの指示でアップル・レコードのアメリカ地区責任者アラン・ステックラーが行った。ただ、クラインがビートルズ側からマネージメント契約更新を拒否されてアップル・コアを去ったため、リリース時のプロモーションではハリスンが選曲したとアナウンスされた。
収録曲は、1967年リリースのシングル「ストロベリー・フィールズ・フォーエバー」などイギリス・オリジナル・シングル9枚のA面（両A面を含む）11曲、B面4曲、アメリカ独自シングルA面1曲、そしてアルバムのみの収録曲12曲の全28曲で構成された。大半はレノン＝マッカートニーの楽曲だが、ハリスンの楽曲が4曲、リンゴ・スターの曲も1曲選ばれた。リリースを急いだキャピタル・レコードは自社が保有する音源でアルバムを制作、その後EMIはオリジナル音源で制作したため、アメリカ盤とイギリス盤にはいくつかの相違が見られる。顕著な例としては「アイ・アム・ザ・ウォルラス」のイントロのリフの繰り返しがアメリカ盤は4回、イギリス盤は6回になっている。なお、スペイン盤は「ジョンとヨーコのバラード」が「ワン・アフター・909」に差し替えられている。またカセットテープ版では収録時間の関係で「レボリューション」と「バック・イン・ザ・U.S.S.R.」が逆に収録されている。
アメリカのBillboard 200では最高位第1位、1973年度年間ランキングでは第24位を記録した。キャッシュボックス誌では最高位第2位を獲得し、年間ランキングでは第28位だった。イギリスの全英アルバムチャートでも最高位第2位を獲得した。アメリカだけで800万セット以上のセールスを記録し、全世界では2,100万セット以上をセールスしている。

### アートワーク
ジャケットのデザインはトム・ウィルクスが担当した。ジャケット表の写真は、1969年にアンガス・マクビーンがロンドンのマンチェスター・スクエア内にあったEMI本部の吹き抜けにて行われた、未発表アルバム『ゲット・バック』のジャケット用のフォト・セッションで撮影した写真である。裏は1963年に同じ場所で行われた、ビートルズのデビューアルバム『プリーズ・プリーズ・ミー』のジャケット用のフォト・セッションで撮影した写真の別ショットである。
ジャケット内の見開き写真は1968年7月28日にロンドンの数か所で行われた、いわゆる「マッド・デイ・アウト」フォト・セッションのものである。
セント・パンクラス・オールド教会の前で群衆と混ざり合ったビートルズを手すり越しにドン・マッカランが撮影したものである。

## 再リリース

### 1993年デジタル・マスタリング盤
発売20周年を迎えていた1993年9月20日、1987年に『サージェント・ペパーズ・ロンリー・ハーツ・クラブ・バンド』の発売20周年に合わせたビートルズの全オリジナル・アルバムのCD化に際し、主にオリジナル・アナログ・ステレオ・ミックスをそのまま生かし、EQ調整のみでデジタル・リマスタリングされた音源を用いて本作も初CD化された。但し、「ア・デイ・イン・ザ・ライフ」のイントロ部分が「サージェント・ペパーズ・ロンリー・ハーツ・クラブ・バンド (リプライズ)」とクロス・フェイドしていないなど、アナログ盤との相違が存在する。なお商品化に先立ち新たにリマスタリングが施されており、音量バランスや音質が調整され、テープヒス等のノイズも大幅に取り除かれた。

### 2010年デジタル・リマスター盤
2010年10月18日、2009年に発売されたオリジナル・アルバムのリイッシュー盤用にデジタル・リマスターされた音源を用いて再発売された。ロンドンにあるEMIのアビー・ロード・スタジオで4年の歳月をかけ、最新のレコーディング・テクノロジーに加え、ビンテージのスタジオ機材も用いながらリマスター作業を実施。クリック音、ボーカルの破裂音などは曲本来のイメージを損なわない限りにおいて修復するとともに、リマスターの際に多用されるノイズの除去なども、ビートルズの楽曲の重要性に鑑み、曲本来の持ち味をなくさないよう行われた。

### 2023年エディション
発売50周年を迎えていた2023年11月10日、新たに新曲「ナウ・アンド・ゼン」を含む9曲を追加収録し、2CD、3LP、デジタル配信の3形態でリリースされた。この企画は元々計画されていたものではなかったが、ジャイルズ・マーティンが「ナウ・アンド・ゼン」を完成させた後、その発表の場として『赤盤』『青盤』のニュー・エディションを制作することを決めた。「 サージェント・ペパーズ・ロンリー・ハーツ・クラブ・バンド」などオリジナル・アルバムをリミックスしたスペシャルエディションがリリースされている曲はそのまま収録されたが、「フール・オン・ザ・ヒル」など6曲は、ドキュメンタリー映画『ザ・ビートルズ: Get Back』制作時にピーター・ジャクソンのチームが開発したAIを用いた機械学習プログラム「MAL(Machine Audio Learning)」によって、一つのトラックにミックスされて重なり合っているボーカルや楽器の音を分離・抽出する「デミックス」技術を使い、マーティンがリミックスを行った。

## 収録曲

### オリジナル・アナログ・LP
| #         | タイトル                                                                                            | 作詞・作曲             | リードボーカル         | 時間  |
| --------- | --------------------------------------------------------------------------------------------------- | ---------------------- | ---------------------- | ----- |
| 1.        | 「ストロベリー・フィールズ・フォーエバー」(Strawberry Fields Forever)                               | レノン＝マッカートニー | ジョン・レノン         | 4:08  |
| 2.        | 「ペニー・レイン」(Penny Lane)                                                                      | レノン＝マッカートニー | ポール・マッカートニー | 3:01  |
| 3.        | 「サージェント・ペパーズ・ロンリー・ハーツ・クラブ・バンド」(Sgt. Pepper's Lonely Hearts Club Band) | レノン＝マッカートニー | ポール・マッカートニー | 2:02  |
| 4.        | 「ウィズ・ア・リトル・ヘルプ・フロム・マイ・フレンズ」(With a Little Help from My Friends)          | レノン＝マッカートニー | リンゴ・スター         | 2:44  |
| 5.        | 「ルーシー・イン・ザ・スカイ・ウィズ・ダイアモンズ」(Lucy in the Sky with Diamonds)                 | レノン＝マッカートニー | ジョン・レノン         | 3:29  |
| 6.        | 「ア・デイ・イン・ザ・ライフ」(A Day in the Life)                                                   | レノン＝マッカートニー | ジョン・レノン         | 5:07  |
| 7.        | 「愛こそはすべて」(All You Need Is Love)                                                            | レノン＝マッカートニー | ジョン・レノン         | 3:48  |
| 合計時間: | 合計時間:                                                                                           | 合計時間:              | 合計時間:              | 24:19 |

| #         | タイトル                                               | 作詞・作曲             | リードボーカル         | 時間  |
| --------- | ------------------------------------------------------ | ---------------------- | ---------------------- | ----- |
| 1.        | 「アイ・アム・ザ・ウォルラス」(I Am the Walrus)        | レノン＝マッカートニー | ジョン・レノン         | 4:35  |
| 2.        | 「ハロー・グッドバイ」(Hello, Goodbye)                 | レノン＝マッカートニー | ポール・マッカートニー | 3:29  |
| 3.        | 「フール・オン・ザ・ヒル」(The Fool on the Hill)       | レノン＝マッカートニー | ポール・マッカートニー | 3:00  |
| 4.        | 「マジカル・ミステリー・ツアー」(Magical Mystery Tour) | レノン＝マッカートニー | ポール・マッカートニー | 2:49  |
| 5.        | 「レディ・マドンナ」(Lady Madonna)                     | レノン＝マッカートニー | ポール・マッカートニー | 2:18  |
| 6.        | 「ヘイ・ジュード」(Hey Jude)                           | レノン＝マッカートニー | ポール・マッカートニー | 7:11  |
| 7.        | 「レボリューション」(Revolution)                       | レノン＝マッカートニー | ジョン・レノン         | 3:25  |
| 合計時間: | 合計時間:                                              | 合計時間:              | 合計時間:              | 26:47 |

| #         | タイトル                                                                           | 作詞・作曲             | リードボーカル         | 時間  |
| --------- | ---------------------------------------------------------------------------------- | ---------------------- | ---------------------- | ----- |
| 1.        | 「バック・イン・ザ・U.S.S.R.」(Back in the U.S.S.R.)                               | レノン＝マッカートニー | ポール・マッカートニー | 2:46  |
| 2.        | 「ホワイル・マイ・ギター・ジェントリー・ウィープス」(While My Guitar Gently Weeps) | ジョージ・ハリスン     | ジョージ・ハリスン     | 4:46  |
| 3.        | 「オブ・ラ・ディ、オブ・ラ・ダ」(Ob-La-Di, Ob-La-Da)                               | レノン＝マッカートニー | ポール・マッカートニー | 3:11  |
| 4.        | 「ゲット・バック」(Get Back)                                                       | レノン＝マッカートニー | ポール・マッカートニー | 3:12  |
| 5.        | 「ドント・レット・ミー・ダウン」(Don't Let Me Down)                                | レノン＝マッカートニー | ジョン・レノン         | 3:35  |
| 6.        | 「ジョンとヨーコのバラード」(The Ballad of John and Yoko)                          | レノン＝マッカートニー | ジョン・レノン         | 3:01  |
| 7.        | 「オールド・ブラウン・シュー」(Old Brown Shoe)                                     | ジョージ・ハリスン     | ジョージ・ハリスン     | 3:21  |
| 合計時間: | 合計時間:                                                                          | 合計時間:              | 合計時間:              | 23:52 |

| #         | タイトル                                                                  | 作詞・作曲             | リードボーカル         | 時間  |
| --------- | ------------------------------------------------------------------------- | ---------------------- | ---------------------- | ----- |
| 1.        | 「ヒア・カムズ・ザ・サン」(Here Comes the Sun)                            | ジョージ・ハリスン     | ジョージ・ハリスン     | 3:05  |
| 2.        | 「カム・トゥゲザー」(Come Together)                                       | レノン＝マッカートニー | ジョン・レノン         | 4:19  |
| 3.        | 「サムシング」(Something)                                                 | ジョージ・ハリスン     | ジョージ・ハリスン     | 3:03  |
| 4.        | 「オクトパス・ガーデン」(Octopus's Garden)                                | リチャード・スターキー | リンゴ・スター         | 2:52  |
| 5.        | 「レット・イット・ビー」(Let It Be)                                       | レノン＝マッカートニー | ポール・マッカートニー | 3:52  |
| 6.        | 「アクロス・ザ・ユニバース」(Across the Universe)                         | レノン＝マッカートニー | ジョン・レノン         | 3:49  |
| 7.        | 「ザ・ロング・アンド・ワインディング・ロード」(The Long and Winding Road) | レノン＝マッカートニー | ポール・マッカートニー | 3:40  |
| 合計時間: | 合計時間:                                                                 | 合計時間:              | 合計時間:              | 24:40 |

### 2023年エディション・アナログ・LP
| #         | タイトル                                                                        | 作詞・作曲                                                                      | リードボーカル                        | 時間  |
| --------- | ------------------------------------------------------------------------------- | ------------------------------------------------------------------------------- | ------------------------------------- | ----- |
| 1.        | 「ナウ・アンド・ゼン」(Now and Then)                                            | ジョン・レノン ポール・マッカートニー ジョージ・ハリスン リチャード・スターキー | ジョン・レノン ポール・マッカートニー | 4:08  |
| 2.        | 「ブラックバード (2018ミックス)」(Blackbird)                                    | レノン＝マッカートニー                                                          | ポール・マッカートニー                | 2:21  |
| 3.        | 「ディア・プルーデンス (2018ミックス)」(Dear Prudence)                          | レノン＝マッカートニー                                                          | ジョン・レノン                        | 3:59  |
| 4.        | 「グラス・オニオン (2018ミックス)」(Glass Onion)                                | レノン＝マッカートニー                                                          | ジョン・レノン                        | 2:19  |
| 5.        | 「ウィズイン・ユー・ウィズアウト・ユー (2017ミックス)」(Within You Without You) | ジョージ・ハリスン                                                              | ジョージ・ハリスン                    | 5:11  |
| 合計時間: | 合計時間:                                                                       | 合計時間:                                                                       | 合計時間:                             | 17:58 |

| #         | タイトル                                                              | 作詞・作曲             | リードボーカル         | 時間  |
| --------- | --------------------------------------------------------------------- | ---------------------- | ---------------------- | ----- |
| 1.        | 「ヘイ・ブルドッグ (2023ミックス)」(Hey Bulldog)                      | レノン＝マッカートニー | ジョン・レノン         | 3:11  |
| 2.        | 「オー!ダーリン (2019ミックス)」(Oh! Darling)                         | レノン＝マッカートニー | ポール・マッカートニー | 3:28  |
| 3.        | 「アイ・ミー・マイン (2021ミックス)」(I Me Mine)                      | ジョージ・ハリスン     | ジョージ・ハリスン     | 2:28  |
| 4.        | 「アイ・ウォント・ユー (2019ミックス)」( I Want You (She's So Heavy)) | レノン＝マッカートニー | ジョン・レノン         | 7:47  |
| 合計時間: | 合計時間:                                                             | 合計時間:              | 合計時間:              | 16:54 |

### 2023年エディション・CD
| #         | タイトル | 作詞  | 作曲・編曲 | 時間 |
| --------- | --- | ----- | ---------- | ---- |
| 1.        | 「ストロベリー・フィールズ・フォーエバー (2015ミックス)」(Strawberry Fields Forever)                               |       |            | 4:12 |
| 2.        | 「ペニー・レイン (2017ミックス)」(Penny Lane)                                                                      |       |            | 3:01 |
| 3.        | 「サージェント・ペパーズ・ロンリー・ハーツ・クラブ・バンド (2017ミックス)」(Sgt. Pepper's Lonely Hearts Club Band) |       |            | 2:02 |
| 4.        | 「ウィズ・ア・リトル・ヘルプ・フロム・マイ・フレンズ (2017ミックス)」(With a Little Help from My Friends)          |       |            | 2:44 |
| 5.        | 「ルーシー・イン・ザ・スカイ・ウィズ・ダイアモンズ (2017ミックス)」(Lucy in the Sky with Diamonds)                 |       |            | 3:30 |
| 6.        | 「ウィズイン・ユー・ウィズアウト・ユー (2017ミックス)」(Within You Without You)                                    |       |            | 5:11 |
| 7.        | 「ア・デイ・イン・ザ・ライフ (2017ミックス)」(A Day in the Life)                                                   |       |            | 5:08 |
| 8.        | 「愛こそはすべて (2015ミックス)」(All You Need Is Love)                                                            |       |            | 3:49 |
| 9.        | 「アイ・アム・ザ・ウォルラス (2023ミックス)」(I Am the Walrus)                                                     |       |            | 4:36 |
| 10.       | 「ハロー・グッドバイ (2015ミックス)」(Hello, Goodbye)                                                              |       |            | 3:30 |
| 11.       | 「フール・オン・ザ・ヒル (2023ミックス)」(The Fool on the Hill)                                                    |       |            | 3:00 |
| 12.       | 「マジカル・ミステリー・ツアー (2023ミックス)」(Magical Mystery Tour)                                              |       |            | 2:49 |
| 13.       | 「レディ・マドンナ (2015ミックス)」(Lady Madonna)                                                                  |       |            | 2:19 |
| 14.       | 「ヘイ・ジュード (2015ミックス)」(Hey Jude)                                                                        |       |            | 7:11 |
| 15.       | 「レボリューション (2023ミックス)」(Revolution)                                                                    |       |            | 3:22 |
| 合計時間: | 合計時間: | 56:24 |            |      |

| #         | タイトル                                                                                          | 作詞  | 作曲・編曲 | 時間 |
| --------- | ------------------------------------------------------------------------------------------------- | ----- | ---------- | ---- |
| 1.        | 「バック・イン・ザ・U.S.S.R. (2018ミックス)」(Back in the U.S.S.R.)                               |       |            | 2:46 |
| 2.        | 「ディア・プルーデンス (2018ミックス)」(Dear Prudence)                                            |       |            | 4:00 |
| 3.        | 「ホワイル・マイ・ギター・ジェントリー・ウィープス (2018ミックス)」(While My Guitar Gently Weeps) |       |            | 4:47 |
| 4.        | 「オブ・ラ・ディ、オブ・ラ・ダ (2018ミックス)」(Ob-La-Di, Ob-La-Da)                               |       |            | 3:11 |
| 5.        | 「グラス・オニオン (2018ミックス)」(Glass Onion)                                                  |       |            | 2:20 |
| 6.        | 「ブラックバード (2018ミックス)」(Blackbird)                                                      |       |            | 2:21 |
| 7.        | 「ヘイ・ブルドッグ (2023ミックス)」(Hey Bulldog)                                                  |       |            | 3:12 |
| 8.        | 「ゲット・バック (2015ミックス)」(Get Back)                                                       |       |            | 3:13 |
| 9.        | 「ドント・レット・ミー・ダウン (2021ミックス)」(Don't Let Me Down)                                |       |            | 3:35 |
| 10.       | 「ジョンとヨーコのバラード (2015ミックス)」(The Ballad of John and Yoko)                          |       |            | 3:01 |
| 11.       | 「オールド・ブラウン・シュー (2023ミックス)」(Old Brown Shoe)                                     |       |            | 3:19 |
| 12.       | 「ヒア・カムズ・ザ・サン (2019ミックス)」(Here Comes the Sun)                                     |       |            | 3:07 |
| 13.       | 「カム・トゥゲザー (2019ミックス)」(Come Together)                                                |       |            | 4:20 |
| 14.       | 「サムシング (2019ミックス)」(Something)                                                          |       |            | 3:04 |
| 15.       | 「オクトパス・ガーデン (2019ミックス)」(Octopus's Garden)                                         |       |            | 2:52 |
| 16.       | 「オー!ダーリン (2019ミックス)」(Oh! Darling)                                                     |       |            | 3:29 |
| 17.       | 「アイ・ウォント・ユー (2019ミックス)」(I Want You (She's So Heavy))                              |       |            | 7:47 |
| 18.       | 「レット・イット・ビー (2021ミックス)」(Let It Be)                                                |       |            | 3:52 |
| 19.       | 「アクロス・ザ・ユニバース (2021ミックス)」(Across the Universe)                                  |       |            | 3:50 |
| 20.       | 「アイ・ミー・マイン (2021ミックス)」(I Me Mine)                                                  |       |            | 2:28 |
| 21.       | 「ザ・ロング・アンド・ワインディング・ロード (2021ミックス)」(The Long and Winding Road)          |       |            | 3:38 |
| 22.       | 「ナウ・アンド・ゼン」(Now and Then)                                                              |       |            | 4:09 |
| 合計時間: | 合計時間:                                                                                         | 78:21 |            |      |